# Strážná
Strážná (niem. Huthberg) – szczyt w Górach Odrzańskich, w Niskim Jesioniku, w kraju ołomunieckim, w Czechach. Jego wysokość wynosi 642 m n.p.m. i jest to czwarty co do wielkości szczyt Gór Odrzańskich.